# Ordres de magnitud (temps)
Els ordres de magnitud del temps donen una descripció vaga de la relació entre dues quantitats. En l'ús comú, l'escala sol ser de la forma base¹⁰ o base-10 aplicada a una quantitat, la qual converteix l'ordre de magnitud en un de 10 cops més gran o més petit. Com que les diferències es mesuren en factors de 10 s'aplica una escala logarítmica.

## Segons
| Factor (s) | Múltiple                             | Símbol | Definició (escala llarga)                                                       | Exemples comparatius i unitats comunes | Ordres de magnitud                    |
| ---------- | ------------------------------------ | ------ | ------------------------------------------------------------------------------- | --- | ------------------------------------- |
| 10−44      | 1 temps de Planck                    | tP     | Temps requerit per viatjar una longitud de Planck a la velocitat de la llum (c) | 5,4×10-20 ys = 5,4×10-44 s: un temps de Planck tP = {\displaystyle {\sqrt {\hbar G/c^{5}}}} ≈ 5,4×10-44 s és el temps més curt amb significat físic. és la unitat de temps en el sistema d'unitats naturals conegut com unitats de Planck. | 10−20 ys, 10−19 ys (10−44 s, 10−43 s) |
| 10−24      | 1 yoctosegon                         | ys     | Una quadrilionèsima part de segon                                               | 0,3 ys: vida mitjana dels bosons W i Z. 0,5 ys: temps per la desintegració del quark dalt, segons el model estàndard. 1 ys: temps que pren a un quark emetre un gluó. 23 ys: període de semidesintegració del 7H. | 1 ys i menys, 10 ys, 100 ys           |
| 10−21      | 1 zeptosegon                         | zs     | Una miltrilionèsima part de segon                                               | 7 zs: semivida del neutró més extern de l'heli-9 en el segon halo nuclear. 17 zs: període aproximat de radiació electromagnètica a la frontera entre els raigs gamma i els raigs x. 300 zs: cicle de temps aproximat dels raigs X a la frontera entre els raigs x durs i suaus. 500 zs: precisió actual de les eines per mesurar la velocitat de l'enllaçament nuclear. | 1 zs, 10 zs, 100 zs                   |
| 10−18      | 1 attosegon                          | as     | Una trilionèsima part de segon                                                  | 12 attosegons: període més curt mesurat. | 1 as, 10 as, 100 as                   |
| 10−15      | 1 femtosegon                         | fs     | Una milbilionèsima part de segon                                                | Cicle de temps per la llum de 390 nanòmetres, la transició de la llum visible a la llum ultraviolada. | 1 fs, 10 fs, 100 fs                   |
| 10−12      | 1 picosegon                          | ps     | Una bilionèsima part de segon                                                   | 1 ps: període de semidesintegració del quark baix. 4 ps: temps que triga en executar un cicle de màquina un transistor de silici-germani d'IBM. | 1 ps, 10 ps, 100 ps                   |
| 10−9       | 1 nanosegon                          | ns     | Una milmilionèsima part de segon                                                | 1 ns: temps per executar un cicle de màquina per un microprocessador d'1 GHz microprocessor. 1 ns: la llum viatge 30 cm. | 1 ns, 10 ns, 100 ns                   |
| 10−6       | 1 microsegon                         | µs     | Una milionèsima part de segon                                                   | 1 µs: temps per executar un cicle de màquina per un microprocessador Intel 80186. 4–16 µs: temps per executar un cicle de màquina per un miniordinador dels anys 1960. | 1 µs, 10 µs, 100 µs                   |
| 10−3       | 1 mil·lisegon                        | ms     | Una mil·lèsima part de segon                                                    | 100–400 ms (=0,1–0,4 s): parpelleig d'un ull. 18–300 ms (=0,02–0,3 s): reflex humà a un estímul visual. | 1 ms, 10 ms, 100 ms                   |
| 100        | 1 segon                              | s      |                                                                                 | 1 s: 9.192.631.770 períodes de la radiació corresponent a la transició entre dos nivells hiperfins de l'estat fonamental de l'àtom cesi-133. 60 s: 1 minut. | 1 s, 10 s, 100 s                      |
| 103        | 1 kilosegon (16,7 minuts)            | ks     | Mil segons                                                                      | 3,6 ks: 3600 s o 1 hora. 86,4 ks: 86.400 s o 1 dia. 604,8 ks: 1 setmana. | 103 s, 104 s, 10⁵ s                   |
| 10⁶        | 1 megasegon (11,6 dies)              | Ms     | Un milió de segons                                                              | 2,6 Ms: aproximadament 1 mes. 31,6 Ms: aproximadament 1 any ≈ 107,50 s. | 10⁶ s, 107 s, 108 s                   |
| 10⁹        | 1 gigasegon (32 anys)                | Gs     | Mil milions de segons                                                           | 2,1 Gs: esperança de vida humana mitjana al naixement (estimació de 2011). 3,16 Gs: aproximadament 1 segle. 31,6 Gs: aproximadament 1 mil·lenni. | 10⁹ s, 10¹⁰ s, 1011 s                 |
| 1012       | 1 terasegon (32.000 anys)            | Ts     | Un bilió de segons                                                              | 6 Ts: temps passat des de l'aparició d'Homo sapiens (aproximadament). | 1012 s, 1013 s, 10¹⁴ s                |
| 1015       | 1 petasegon (32 milions d'anys)      | Ps     | Mil bilions de segons                                                           | 7,1–7,9 Ps: 1 any galàctic (225-250 milions d'anys). 143 Ps: edat de la Terra. 144 Ps: edat aproximada del sistema solar i del Sol. 430 Ps: aproximadament l'edat de l'Univers. | 1015 s, 10¹⁶ s, 1017 s                |
| 1018       | 1 exasegon (32.000 milions d'anys)   | Es     | Un trilió de segons                                                             | 312 Es: temps de vida aproximadament d'una nana roja de 0,1 masses solars. | 1018 s, 1019 s, 1020 s                |
| 1021       | 1 zettasegon (32 bilions d'anys)     | Zs     | Mil trilions de segons                                                          | 9.8 Zs: temps de vida de Brahma a la mitologia hindú. | 1021 s, 1022 s, 1023 s                |
| 1024       | 1 yottasegon (32.000 bilions d'anys) | Ys     | Un quadrilió de segons                                                          | 1.6416 Ys: període de semidesintegració estimada de l'isòtop metaestable radioactiu 20983Bi. 6.616×1050 Ys: temps que necessita un forat negre d'1 massa solar per evaporar-se completament a causa de la radiació de Hawking, si res més hi cau a dins. | 1024 s, 1025 s, 1026 s i més          |